# Elizabeth Anne Bukusi
Elizabeth Anne Bukusi est une médecin vénérologue kényane, professeure de recherche travaillant dans le domaine de la gynécologie obstétrique et de la santé globale,. Les principaux domaines de recherche de Bukusi se concentrent sur les infections sexuellement transmissibles, la santé des femmes, la santé sexuelle et les soins, la prévention et le traitement du VIH. Bukusi est directrice de la recherche au Kenya Medical Research Institute (KEMRI) et a dirigé une étude «historique» sur l'utilisation de la prophylaxie pré-exposition (PrEP) au Kenya,.

## Éducation
Bukusi a obtenu son diplôme de médecine générale, suivie par sa maîtrise en obstétrique et gynécologie de l'Université de Nairobi. Elle a ensuite obtenu un certificat en santé internationale, une maîtrise en santé publique (MPH) et un doctorat du département d'épidémiologie de l'université de Washington. Les qualifications suivantes comprennent un diplôme d'études supérieures en éthique de la recherche de l'université du Cap, puis une maîtrise en bioéthique de l'Institut Sindh d'urologie et de transplantation (en) au Pakistan. Depuis 2001 elle fait partie de l'Unité d'épidémiologie clinique de Nairobi.

## Recherche
Le Master en santé publique de Bukusi, achevé en 2000, a étudié le facteur masculin dans la vaginose bactérienne au Kenya, et son doctorat a ensuite poursuivi cette voie de recherche avec sa thèse intitulée: « Bacterial Vaginosis: A Randomized Trial to Reduce Recurrence ». En 2006, Bukusi a obtenu son doctorat et a publié un article dans la revue Sexually Transmitted Diseases, «Bacterial vaginosis: risk factors among Kenyan women and their male partners».
En 2010, Bukusi a publié « Genital hygiene practices of fishermen targeted for a topical microbicide intervention against sexually transmitted infections in Kisumu, Kenya », sur le pratiques d'hygiène génitale, dans le International Journal of STD and AIDS (en).
Elle a également étudié le rôle de Mycoplasma genitalium dans l'endométrite.
Les rôles universitaires de Bukusi comprennent celui de directrice de recherche au KEMRI  ; présidente de la Bioethics Society of Kenya; professeure de recherche à l'université de Washington ; professeure honoraire à l'hôpital universitaire Aga Khan (en) à Nairobi et professeure bénévole de faculté de clinique à l'université de Californie à San Francisco.

## Prix et distinctions
Elle est élue membre de l'Académie africaine des sciences en 2014.
Depuis 1995 elle est membre de la Kenya Obstetrical and Gynecological Society.